# Dicliptera welwitschii
Dicliptera welwitschii är en akantusväxtart som beskrevs av Spencer Le Marchant Moore. Dicliptera welwitschii ingår i släktet Dicliptera och familjen akantusväxter. Inga underarter finns listade i Catalogue of Life.